# Ocyptamus schwarzi
Ocyptamus schwarzi är en tvåvingeart som först beskrevs av Charles Howard Curran 1939.  Ocyptamus schwarzi ingår i släktet Ocyptamus och familjen blomflugor.
Artens utbredningsområde är Colombia. Inga underarter finns listade i Catalogue of Life.